# Alice Goodman
Alice Goodman (* 1958 in Saint Paul, Minnesota) ist eine amerikanische Autorin, Librettistin und Priesterin der Anglikanischen Kirche. Sie schrieb die Textbücher für die Opern Nixon in China (1987) und The Death of Klinghoffer (1991) von John Adams.

## Leben
Geboren in St. Paul, besuchte Alice Goodman die private Breck Schule im benachbarten Minneapolis. Ihre Eltern waren reformorientierte Juden. Sie studierte Amerikanische und Englische Literatur in Harvard und am Girton College in Cambridge. An der Universität Boston machte sie ihren Abschluss in Theologie (Master of Divinity).

### Librettistin
1985 arbeitete sie gemeinsam mit dem Komponisten John Adams und dem Regisseur Peter Sellars als Textdichterin an der Oper Nixon in China, ein Werk, das mittlerweile zum Klassiker der Minimal Music wurde. Sellars kannte Goodman aus der gemeinsamen Studentenzeit an der Harvard University, wo sie Ende der 1970er Jahre gemeinsam Grundkurse besucht hatten. Das Libretto von Goodman, die wegen ihrer außergewöhnlichen Kompetenz in der englischsprachigen Literatur von William Shakespeare bis Allen Ginsberg angeheuert wurde, trug wesentlich zum Erfolg bei und gilt als Meisterwerk, das eine neue Ära des Musiktheaters eröffnet habe. Ihr Text wurde von Teilen der Presse jedoch auch als „scheußlich“ und „dick aufgetragen“ kritisiert. Tatsächlich verlangte Adams ein betont artifizielles, „archetypisches“ Textbuch, das über die historischen Fakten des Nixon-Besuchs in China 1972 deutlich hinaus weisen sollte. Bei der Charakter-Zeichnung von Mao will sich Goodman an ihrem notorisch jähzornigen Ehemann Geoffrey Hill orientiert haben. Der habe auch nach seiner Selbsteinschätzung das Potential zu einem „irren Tyrannen“ gehabt. Adams war mit Goodmans Arbeit so zufrieden, dass er sie auch als Autorin seiner folgenden, politisch hoch umstrittenen Oper The Death of Klinghoffer beschäftigte. Goodman hielt dieses Libretto für ihr bestes Werk überhaupt und stritt vehement ab, die Oper sei antisemitisch und sympathisiere mit palästinensischen Terroristen. Von der Arbeit zur Oper Doctor Atomic, einem Stück über J. Robert Oppenheimer und die Entwicklung der Atombombe, zog sie sich allerdings nach 18 Monaten Vorbereitung zurück, da es Querelen mit dem Auftraggeber gegeben hatte, der Oper von San Francisco. Das Fragment wurde schließlich von Peter Sellars vollendet. Ihre künstlerische Trennung von John Adams kommentierte Goodman Jahre später mit dem Satz, sie fühle sich wie ein „altes, geschiedenes Ehepaar“, das die „gemeinsamen Kinder“ liebe.
1991 übersetzte sie Mozarts Zauberflöte für eine englischsprachige Inszenierung. Seit 1997 will Goodman wieder Anfragen für Opernprojekte erhalten haben, doch keine davon habe sie interessiert, und ihre Ideen wiederum seien bei Komponisten nicht auf Gegenliebe gestoßen. Sie nannte in einem Interview mit dem Guardian zwei dieser nicht realisierten, von ihr vorgeschlagenen Themen: Waco über den Massenselbstmord einer Sekte in Texas 1993 und Elián González, über den gleichnamigen kubanischen Jungen, der 1999 aus dem Meer gerettet und nach Florida gebracht worden war, von wo er schließlich wieder an seine kubanischen Angehörigen zurückgeschickt wurde. Da keine Projekte mehr zustande kamen, habe sie sich auf andere Betätigungsfelder verlegt, „wie es in ihrer Familie“ üblich sei. Gleichwohl schrieb sie für Tarik O’Regan die Kantate A Letter of Rights (2015, ein Auftragswerk der Kathedrale von Salisbury zur Erinnerung an die Magna Carta Hibernae aus dem Jahr 1216) und stellte ihm ihre frühen Gedichte für eine Vertonung zur Verfügung (2017).

### Anglikanische Pfarrerin
1989 konvertierte Goodman zum Anglikanischen Glauben und wurde 2001 zur Priesterin geweiht. 2006 wurde sie Kaplan am Trinity College in Cambridge, 2011 übernahm sie mehrere Pfarreien in Cambridgeshire, darunter ihre Stammkirche St. Vigor in Fulbourn, kümmert sich dort um rund 6000 Gläubige und gilt als betont liberale Vertreterin ihres geistlichen Standes. So ist sie mit einem Dienstwagen unterwegs, der mit Aufklebern übersät ist, auf denen provokante, von ihr selbst als „vulgär“, aber nicht „blasphemisch“ bezeichnete Texte zu lesen sind wie „Doing my part to piss off the religious right“ („Ich tue meinen Teil, um die Religiöse Rechte zu verscheuchen“). Die Abkürzung WTFWJD auf ihrem Fahrzeug erläuterte Goodman einem Reporter mit “What the fuck would Jesus do?” Nach ihrem Verhältnis zum Judentum gefragt, sagte Goodman: „Das ist schwer zu beantworten. Für die Christen bin ich immer noch eine Jüdin, für die Juden nicht mehr.“

## Familie
Goodman heiratete 1987 den bekannten, 2016 verstorbenen britischen Schriftsteller Geoffrey Hill und ist die Mutter der gemeinsamen Tochter Alberta. Kennen gelernt hatte Goodman ihren deutlich älteren Ehemann als 22-jährige Studentin in Cambridge, da war er 48.